# Juke
Singles de Little Walter & His Night Cats
Mean Old World
(1952)
Juke est un morceau instrumental d'harmonica enregistré le 12 mai 1952 par Marion Walter Jacobs, dit Little Walter
Le morceau a été enregistré avant (et pas à la fin comme on le dit parfois) une session d'enregistrement en studio de Muddy Waters avec Muddy Waters et Jimmy Rogers à la guitare, Elga Edmunds à la batterie, en plus de Little Walter à l'harmonica[réf. nécessaire].
Il a atteint, en décembre 1952, la première place du classement des ventes de disques  Rhythm & Blues établi par le magazine Billboard. 
Il a été introduit dans le Grammy Hall of Fame en 2008. En 1984, elle est intronisée au Blues Hall of Fame de la Blues Foundation dans la catégorie « Enregistrement classique du Blues — Single ».